# Гіндюк Андрій Олексійович
Андрі́й Олексі́йович Гіндюк — старший лейтенант Збройних сил України.

## Короткий життєпис
В мирному житті закінчив будівельний інститут, працював архітектором, у армії не служив.
У часі війни мобілізований в січні 2015-го, командир взводу, 30-а окрема механізована бригада.
5 травня 2015-го загинув в селі Троїцьке під Артемівськом при виконанні розвідувальної операції, розміновували вибухівку. До лікарні довезти не встигли.
Похований в Києві. Вдома лишилися батько, мама, брат, сестра.

### Нагороди
За особисту мужність і героїзм, виявлені у захисті державного суверенітету та територіальної цілісності України, вірність військовій присязі під час російсько-української війни, відзначений — нагороджений
- 13 серпня 2015 року — орденом «За мужність» III ступеня.